# Championnat de France de rugby à XIII 2020-2021
Navigation
Édition précédente Édition suivante
Le Championnat de France de rugby à XIII 2020-2021 est la 83e édition de la plus importante compétition de rugby à XIII en France. Le calendrier de la compétition s'étend de 31 octobre 2020 au 20 juin 2021. Il s'agit du seul championnat national maintenu par la Fédération française de rugby à XIII dans le contexte de la crise du covid 19, et du deuxième reconfinement, au côté de la coupe de France. 
Organisé sous l'égide de la fédération française de rugby à XIII, le championnat est composé de dix équipes qui se rencontrent lors d'une phase de saison régulière où s'affrontent sur deux rencontres chacune des équipes en plus du Magic Week end. Cette phase détermine l'ordre des qualifiés pour la phase finale à élimination directe en match aller-retour pour se ponctuer par une finale en match unique le dimanche 20 juin 2021 à 15h00 au stade Ernest-Wallon à Toulouse. Pour les équipes participantes, le championnat est entrecoupé par la Coupe de France.
Enfin, deux clubs français sont représentés par leurs réserves dans ce championnat, Saint-Estève XIII Catalan pour les Dragons Catalans qui évoluent en Super League, et Toulouse élite pour le Toulouse olympique XIII qui évolue en Championship.

## Liste des équipes en compétition
| \| Albi RL SO Avignon AS Carcassonne FC Lézignan XIII Limouxin Saint-Estève XIII catalan Toulouse olympique élite Villeneuve RL Palau XIII RC Saint-Gaudens \| Clubs évoluant dans le Championnat de France en 2020-2021. |
| Albi RL SO Avignon AS Carcassonne FC Lézignan XIII Limouxin Saint-Estève XIII catalan Toulouse olympique élite Villeneuve RL Palau XIII RC Saint-Gaudens                                                                  |

Les dix mêmes équipes participent cette saison au championnat de France de première division. Huit équipes sont localisées en région Occitanie, les deux autres étant situées à moins de 20 kilomètres de ses frontières.
Il n'y a plus de match nul depuis la saison 2016-2017 puisqu'en cas d'égalité à la fin d'un match, une prolongation au point en or est disputée.
À noter que lors de la phase d'aller aucune prolongation n'a été nécessaire.
Le Championnat maintient sa formule de la saison précédente, à savoir la présence de dix clubs avec matchs aller-retour et la mise en place d'une journée supplémentaires appelée « Magic Weekend » lors de la quatrième journée, ce dernier est annulé finalement en raison du reconfinement. Le Championnat débute en octobre 2020 pour se clore fin juin 2021.
| Club                      | Dernière montée | Budget 2020-21 | Classement en 2019 | Entraîneur(s)                                       | Stade                | Capacité |
| ------------------------- | --------------- | -------------- | ------------------ | --------------------------------------------------- | -------------------- | -------- |
| Albi                      | 2015            | 450 000 €      | Barragiste         | Joris Canton                                        | Stade Mazicou        | +12 000, |
| Avignon                   | 2008            | 350 000 €      | 8e                 | Renaud Guigue                                       | Parc des Sports      | +17 518, |
| Carcassonne               | 2000            | 700 000 €      | Finaliste          | Frédéric Camel                                      | Stade Albert-Domec   | +12 000, |
| Lézignan                  | 1990            | 700 000 €      | Demi-finaliste     | Aurélien Cologni                                    | Stade du Moulin      | +06 000, |
| Limoux                    | 1962            | 450 000 €      | Demi-finaliste     | Maxime Grésèque                                     | Stade de l'Aiguille  | +03 500, |
| Palau-del-Vidre           | 2013            | 200 000 €      | 7e                 | Olivier Elima                                       | Stade Georges Vaills | +03 000, |
| Saint-Estève XIII catalan | 2000            | 800 000 €      | Champion           | Justin Murphy                                       | Stade municipal      | +06 000, |
| Saint-Gaudens             | 2016            | 280 000 €      | 9e                 | Julien Gérin                                        | Stade Jules-Ribet    | +04 000, |
| Toulouse élite            | 2015            | 120 000 €      | 10e                | Sébastien Raguin                                    | Stade des Minimes    | +01 795, |
| Villeneuve-sur-Lot        | 1934            | 500 000 €      | Barragiste         | Fabien Devecchi → Eddy Pettybourne → Olivier Janzac | Stade Max-Rousié     | +01 434, |

## Format
Le calendrier est composé de deux phases :

### Première phase: saison régulière
Chaque équipe rencontre toutes les autres en matchs aller-retour. Toutefois, lors de la quatrième journée, tous les équipes sont réunis et s'affrontent lors d'un Magic Weekend, ainsi chaque équipe aura disputé dix-neuf rencontres au cours de la saison.

### Deuxième phase: éliminatoires
À l'issue de la saison régulière, les six premiers de la saison régulière se qualifient pour la phase à élimination directe. Les gagnants de ces rencontres, disputées sur un «  match sec », rejoignent le vainqueur de la phase régulière et son dauphin en demi-finale. Le vainqueur de la finale qui suit est sacré champion de France de rugby à XIII et reçoit à cet égard le bouclier Max-Rousié.
Les dates de barrage sont fixées les 5 et 6 juin 2021, celles des demi-finales les 12 et 13 juin 2021.

## Déroulement de la compétition

### Classement de la première phase
| Rang | Club                      | J  | V  | N | D  | Bo | Bd | Pm  | Pe  | Diff | Pts |
| ---- | ------------------------- | -- | -- | - | -- | -- | -- | --- | --- | ---- | --- |
| 1    | Carcassonne               | 18 | 16 | 0 | 2  | 0  | 2  | 558 | 344 | +214 | 50  |
| 2    | Lézignan                  | 18 | 14 | 0 | 4  | 0  | 3  | 620 | 353 | +267 | 45  |
| 3    | Saint-Estève-XIII catalan | 18 | 12 | 0 | 6  | 0  | 5  | 512 | 358 | +154 | 41  |
| 4    | Limoux                    | 18 | 12 | 0 | 6  | 0  | 5  | 508 | 324 | +184 | 41  |
| 5    | Avignon                   | 18 | 11 | 0 | 7  | 0  | 4  | 547 | 406 | +141 | 37  |
| 6    | Villeneuve-sur-Lot        | 18 | 11 | 0 | 7  | 0  | 2  | 473 | 405 | +68  | 35  |
| 7    | Albi                      | 18 | 4  | 0 | 14 | 0  | 7  | 366 | 549 | -183 | 19  |
| 8    | Palau-del-Vidre           | 18 | 3  | 0 | 15 | 0  | 8  | 376 | 585 | -209 | 17  |
| 9    | Toulouse Elite            | 18 | 4  | 0 | 14 | 0  | 5  | 304 | 583 | -279 | 17  |
| 10   | Saint-Gaudens             | 18 | 3  | 0 | 15 | 0  | 4  | 297 | 654 | -357 | 13  |

|  | Qualifiés pour les demi-finales                      |
|  | Qualifiés pour les barrages d'accès aux demi-finales |

Attribution des points : victoire : 3, défaite par 12 points d'écart ou moins : 1 (point bonus), défaite par plus de 12 points d'écart : 0. - Pour le Magic Week-end, la seule différence est que la victoire vaut quatre points.
En cas d'égalité du nombre de points de classement, c'est la différence de points particulière qui s'obtient en soustrayant du cumul des points des scores marqués par l'équipe, le cumul des points des scores qu'elle a 
encaissés contre l'équipe avec laquelle elle se trouve à égalité dans la compétition.

#### Tableau synthétique des résultats
L'équipe qui reçoit est indiquée dans la colonne de gauche.
| Clubs                     | ALB   | AVI   | CAR   | LÉZ   | LIM   | PAL   | STE   | STG   | TOU   | VIL   |
| ------------------------- | ----- | ----- | ----- | ----- | ----- | ----- | ----- | ----- | ----- | ----- |
| Albi                      |       | 24-31 | 18-30 | 22-34 | 20-12 | 14-24 | 24-30 | 40-12 | 48-24 | 22-24 |
| Avignon                   | 64-18 |       | 12-36 | 28-40 | 10-16 | 24-22 | 14-20 | 52-30 | 64-12 | 40-10 |
| Carcassonne               | 37-4  | 30-8  |       | 36-32 | 12-16 | 46-16 | 24-18 | 36-24 | 24-22 | 42-14 |
| Lézignan                  | 54-26 | 28-22 | 20-16 |       | 24-32 | 54-6  | 22-20 | 46-6  | 40-8  | 38-4  |
| Limoux                    | 28-0  | 16-20 | 26-28 | 30-42 |       | 24-14 | 22-12 | 62-12 | 64-0  | 14-10 |
| Palau-del-Vidre           | 27-10 | 22-24 | 34-42 | 30-40 | 20-40 |       | 14-36 | 22-23 | 37-18 | 32-34 |
| Saint-Estève XIII catalan | 42-22 | 30-38 | 24-28 | 14-8  | 46-24 | 30-22 |       | 50-14 | 30-18 | 26-16 |
| Saint-Gaudens             | 18-12 | 2-26  | 32-34 | 16-46 | 14-34 | 14-10 | 20-40 |       | 0-30  | 6-52  |
| Toulouse élite            | 16-26 | 10-36 | 12-20 | 12-40 | 26-14 | 36-18 | 6-36  | 26-24 |       | 12-18 |
| Villeneuve-sur-Lot        | 42-16 | 38-18 | 12-37 | 25-10 | 14-34 | 60-4  | 22-8  | 36-30 | 42-16 |       |

|  | Victoire à domicile |  | Match nul |  | Défaite à domicile |

Magic Week-end - 4e journée
Tous les matchs sont finalement reportés, le Magic week est donc annulé.
samedi 21 et dimanche 22 novembre 2020 à Carcassonne
| Limoux             | - | - | Saint-Estève XIII Catalan |
| Albi               | - | - | Limoux                    |
| Villeneuve-sur-Lot | - | - | Avignon                   |
| Carcassonne        | - | - | Saint-Gaudens             |
| Palau              | - | - | Toulouse                  |

#### Détails des résultats
Les points marqués par chaque équipe sont inscrits dans les colonnes centrales. Les points de bonus sont symbolisés par une bordure orange (défaite par moins de douze points d'écart).
| Limoux             | 22 | 12 | St-Esteve-XIII Catalan |
| Carcassonne        | 37 | 4  | Albi                   |
| Toulouse           | 26 | 24 | Saint-Gaudens          |
| Villeneuve-sur-Lot | -  | -  | Palau-del-Vidre        |
| Avignon            | -  | -  | Lézignan               |

| St-Esteve-XIII Catalan | 30 | 18 | Toulouse    |
| Villeneuve-sur-Lot     | 25 | 10 | Lézignan    |
| Albi                   | 24 | 31 | Avignon     |
| Saint-Gaudens          | 32 | 34 | Carcassonne |
| Palau-del-Vidre        | 20 | 40 | Limoux      |

### Phase finale
|  | Barrages 5-6 juin 2021    | Barrages 5-6 juin 2021    |         |    | Demi-finales 12-13 juin 2021 | Demi-finales 12-13 juin 2021 |  |  | Finale Dimanche 20 juin 2021 à 15h00 au stade Ernest-Wallon, Toulouse | Finale Dimanche 20 juin 2021 à 15h00 au stade Ernest-Wallon, Toulouse |
|  | Barrages 5-6 juin 2021    | Barrages 5-6 juin 2021    |         |    | Demi-finales 12-13 juin 2021 | Demi-finales 12-13 juin 2021 |  |  | Finale Dimanche 20 juin 2021 à 15h00 au stade Ernest-Wallon, Toulouse | Finale Dimanche 20 juin 2021 à 15h00 au stade Ernest-Wallon, Toulouse |
|  |                           |                           |         |    |                              |                              |  |  |                                                                       |                                                                       |
|  |                           |                           |         |    |                              |                              |  |  |                                                                       |                                                                       |
|  |                           |                           |         |    |                              |                              |  |  |                                                                       |                                                                       |
|  | Carcassonne               | 27                        |         |    |                              |                              |  |  |                                                                       |                                                                       |
|  | Carcassonne               | 27                        | Limoux  | 22 |                              |                              |  |  |                                                                       |                                                                       |
|  | Avignon                   | 18                        | Limoux  | 22 |                              |                              |  |  |                                                                       |                                                                       |
|  | Avignon                   | 18                        | Avignon | 24 |                              |                              |  |  |                                                                       |                                                                       |
|  |                           |                           | Avignon | 24 | Carcassonne                  | 12                           |  |  |                                                                       |                                                                       |
|  |                           |                           |         |    | Carcassonne                  | 12                           |  |  |                                                                       |                                                                       |
|  |                           | Lézignan                  | 16      |    |                              |                              |  |  |                                                                       |                                                                       |
|  | Saint-Estève XIII catalan | Lézignan                  | 16      | 43 |                              |                              |  |  |                                                                       |                                                                       |
|  | Saint-Estève XIII catalan | Lézignan                  | 26      | 43 |                              |                              |  |  |                                                                       |                                                                       |
|  | Villeneuve-sut-Lot        | Lézignan                  | 26      | 24 |                              |                              |  |  |                                                                       |                                                                       |
|  | Villeneuve-sut-Lot        | Saint-Estève XIII catalan | 18      | 24 |                              |                              |  |  |                                                                       |                                                                       |
|  |                           | Saint-Estève XIII catalan | 18      |    |                              |                              |  |  |                                                                       |                                                                       |

La première demi-finale s'avère plus serrée que prévu entre le premier et le cinquième de la phase régulière. Si Carcassonne marque en premier, Avignon lui donnera la réplique tout au long de la partie.
Le jeu dur pratiqué par Carcassonne et son indiscipline sont sanctionnés par un carton rouge et une expulsion temporaire amenant même les Audois à jouer à onze une partie du match.  Mais c'est finalement les Carcassonnais qui remportent le match à la faveur de deux essais marqués dans les dix dernières minutes de la seconde mi-temps.

### Finale
(mt : 12 - 12)
Homme du match : 
Points marqués :
- Carcassonne : 2 essais d'A. Albérola (9e) et Gambaro (35e) ; 2 transformations d' Herrero (9e et 35e)
- Lézignan : 3 essais de Ferret (3e), Stacul (22e) et Tort (37e) ; 2 pénalités de Marginet (45e et 50e)

Évolution du score : 
Arbitre : Benjamin Casty
Spectateurs : 3 200
Composition des équipes :
- Carcassonne : Sophien Bitigri - Alexis Escamilla (c), Robbie Storey, Vincent Albert, Georgy Gambaro - Clément Herrero, Alexis Albérola - Mickaël Simon, Matthieu Khedimi, Anthony Mullally, Bastien Canet (c), Emir-Walid Bouregba, Julien Agullo - Jonathan Soum, Clément Soubeyras, Mathias Leveillé, Jowasa Drodrolagi - Entraîneur : Frédéric Camel
- Lézignan : Cyril Stacul - Benjamin Tort, Jacob Gagan, Théo Bonneriez, Valentin Ferret - Thomas Lacans, Rémy Marginet - Sam Moa, Joan Guasch (c), Antoni Maria, Lilian Albert (c), Wesley Lolo, Anthony Ors - Thibaud Margalet, Tristan Margalet, Thomas Malfaz, John Talisa - Entraîneur : Aurélien Cologni

## Bilan du Championnat

### Joueurs en évidence
Les statistiques suivantes peuvent se retrouver chaque semaine de championnat sur au moins deux médias français; L'Indépendant (édition Perpignan, généralement le mardi) et sur  le site internet Treize Mondial.

#### Meilleurs marqueurs d'essais
| Rang | Joueur                 | Équipe             | Essais |
| ---- | ---------------------- | ------------------ | ------ |
| 1    | Nittim Pedrero         | Albi               | 18     |
| 2    | Valentin Ferret        | Lézignan           | 17     |
| 3    | Stanislas Robin        | Villeneuve-sur-Lot | 14     |
| 4    | Georgy Gambaro         | Carcassonne        | 13     |
| -    | Louis Jouffret         | Avignon            | 13     |
| 6    | Mike Parenti           | Palau              | 13     |
| 7    | Vincent Albert         | Carcassonne        | 12     |
| 8    | Jean-Baptiste Bousquet | Palau              | 10     |
| 9    | Alexis Albérola        | Carcassonne        | 9      |
| -    | Thomas Lasvenes        | Villeneuve-sur-Lot | 9      |
| -    | Corentin Rey           | Avignon            | 9      |

#### Meilleurs scoreurs
| Rang | Joueur            | Équipe                    | Points | Essais | Transf. | Pén. | Drops |
| ---- | ----------------- | ------------------------- | ------ | ------ | ------- | ---- | ----- |
| 1    | Rémy Marginet     | Lézignan                  | 180    | 5      | 66      | 14   | -     |
| 2    | Thomas Lasvenes   | Villeneuve-sur-Lot        | 174    | 9      | 63      | 6    | -     |
| 3    | Allan Torreilles  | Limoux                    | 162    | -      | 61      | 20   | -     |
| 4    | Clément Herrero   | Carcassonne               | 157    | 4      | 58      | 12   | 1     |
| 5    | Olivier Arnaud    | Avignon                   | 148    | 5      | 61      | 3    | -     |
| 6    | Robin Brochon     | Saint-Estève XIII Catalan | 110    | 1      | 49      | 4    | -     |
| 7    | Charly Goze       | Albi                      | 74     | 3      | 24      | 7    | -     |
| 8    | Nittim Pedrero    | Albi                      | 72     | 18     | -       | -    | -     |
| 9    | Justin Bouscayrol | Toulouse élite            | 68     | 7      | 16      | 4    | -     |
| -    | Valentin Ferret   | Lézignan                  | 68     | 17     | -       | -    | -     |

## Événements de la saison
Les matchs de la phase aller se déroulent à huis clos.
Des matchs sont parfois reportés en raison de test covid positifs mais aussi de problèmes d'intempéries.
À l'issue de la phase préliminaire du championnat, il est nécessaire de départager deux équipes au goal average particulier : ainsi les rencontres ayant opposées  le XIII Limouxin et Saint-Estève XIII Catalan se sont terminées sur les scores suivants :
Le 31 octobre 2020 : XIII Limouxin  22 – 12 Saint-Estève XIII Catalan
Le 6 février 2021 :  Saint-Estève XIII Catalan 46 – 24 XIII Limouxin 
Selon la fédération, « Le cumul de ces matches donne donc un goal average de +12 pour l’équipe de Saint-Estève XIII Catalan et de – 12 pour l’équipe du XIII Limouxin ».

### Dragons Catalans - XIII du Président
Points marqués :
- Dragons Catalans : 9 essais de Davies (4e et 37e), Séguier (11e), S. Tomkins (17e), McMeeken (29e), Brochon (49e), Dezaria (61e), R. Franco (63e), Le Cam (68e) ; 7 transformations de Maloney (11e, 17e, 29e et 37e) et Mourgue (49e, 61e et 68e).
- XIII du Président : 3 essais de L. Albert (19e), Pedrero (53e) et Dupuy (77e) ; 3 transformations de L. Albert (19e, 53e et 77e)

Évolution du score : 
Arbitre :  Benjamin Casty
Spectateurs : 0
- Dragons Catalans : Sam Tomkins - Thomas Davies, Samisoni Langi, Matthew Whitley, Fouad Yaha - James Maloney (o), Josh Drinkwater (m) - Paul Séguier, Alrix Da Costa, Sam Kasiano, Benjamin Jullien, Michael McMeeken, Jason Baitieri - Mickaël Goudemand, Arthur Mourgue, Lambert Belmas, Joe Chan, Mathieu Cozza, Corentin Le Cam, Florian Vailhen, Romain Franco, Louis Carré, Jordan Flovie, Robin Brochon, Jordan Dezaria, César Rougé, Valentin Zafra, Maxime Jobe, Lucas Ribas - Entraîneur : Steve McNamara
- XIII du Président : Tony Gigot - Gavin Marguerite, Hakim Miloudi, Vincent Albert, Georgy Gambaro - Louis Jouffret (o), Lucas Albert (m) - Clément Boyer, Alexis Meresta-Doucet, Mickaël Simon, Jayson Goffin, Bastien Canet, Ugo Perez - Justin Bouscayrol, Valentin Yesa, Lilian Albert, Romain Khedimi, François Dorce-Hantz, Tristan Dupuy, Nittim Pedrero, Thomas Lasvenes - Entraîneur : Laurent Frayssinous

Sélection du XIII du Président :
Le vendredi 6 mars 2021, une sélection de vingt-et-un joueurs du Championnat de France affronte en match de préparation les Dragons Catalans avant leur entrée en lice en Super League. Dans cette optique, cette sélection appelée « XIII du Président » est réunie sous l'autorité du sélectionneur de l'équipe de France Laurent Frayssinous et de ses adjoints Maxime Grésèque (entraîneur de Limoux), Frédérique Camel (entraîneur de Carcassonne) et Sébastien Raguin (entraîneur de Toulouse élite). Les joueurs sélectionnés sont issus de neuf des dix clubs du Championnat. Cinq forfaits (Valentin Ferret, Stanislas Robin, Romain Puso, Saloty Mendy et Romain Pourret) avant la rencontre interviennent pour blessures, ils sont ainsi remplacés par l'intégration de Jayson Goffin, Ugo Perez, Tristan Dupuy et François Dorce-Hanz et portent le nombre de sélectionnés de 22 à 21.

## Médias
Les rencontres sont commentées en direct sur radio Marseillette, et Midi Olympique en rend compte chaque lundi dans son « édition rouge », plus rarement dans son « édition verte », sous la plume soit de Didier Navarre, soit de Bruno Ontetiente. 
La chaine Via Occitanie diffuse en direct quelques rencontres dont le match Carcassonne-Albi de la première journée.  Néanmoins, le chaine subit une crise financière, entrainant notamment son gel des retransmissions. La  consommation prématurée du budget alloué par la Fédération est également officiellement invoquée. 
De leur côté, les clubs diffusent  de plus en plus leurs matchs à domicile, en streaming,  sur leurs chaines Youtube ou leurs pages Facebook. 
Selon leur pratique, les publications britanniques Rugby League World (mensuel) et Rugby Leaguer & League Express (hebdomadaire) couvrent également le championnat. Avec une différence notable par rapport aux saisons précédentes : l'intégralité du  championnat n'est couvert que par la deuxième publication citée ; le magazine Rugby League Word est en effet suspendu en raison de la crise du Covid. 
Le magazine australien Rugby League Review  suit le championnat, au moins en en donnant les résultats et propose un guide du championnat au mois de février 2021. 
Les journaux régionaux français, L'Indépendant et la Dépêche du Midi, suivent également la compétition. Le fait qu'ils soient bien souvent compris dans les offres d'abonnement « presse » des fournisseurs d'accès d'internet ou des opérateurs mobiles (kiosque sur smartphone) leur donnant la possibilité d'être lus au-delà de leurs régions d'origine. Midi Libre devrait, selon son habitude, seulement indiquer les résultats du championnat chaque lundi.  Et uniquement dans les éditions des régions que le quotidien pense avoir identifié comme « treiziste ». 
Le site internet Treize Mondial couvre de manière exhaustive ce championnat.